# Jenna Hager
Jenna Welch Bush Hager (Dallas, 25 de novembro de 1981) é a segunda das duas filhas gêmeas fraternais do ex-presidente dos Estados Unidos, George W. Bush, e de sua esposa Laura Bush. Sua irmã é Barbara Pierce Welch Bush, cujo nome é uma homenagem à avó paterna, Barbara Bush, esposa do ex-presidente George H. W. Bush. O nome de Jenna é em homenagem à avó materna.
Jenna é formada pela Universidade do Texas em Austin e é casada com o republicano Henry Hager, com quem tem três filhos.